# Promachus plutonicus
Promachus plutonicus là một loài ruồi trong họ Asilidae. Promachus plutonicus được Walker miêu tả năm 1861. Loài này phân bố ở miền Ấn Độ - Mã Lai.